# Tatiana Voronova
Tatiana Voronova (letó: Tatjana Voronova; rus: Татьяна Воронова; Óblast d'Arkhànguelsk, República Socialista Federada Soviètica de Rússia, 24 de desembre de 1955) és una jugadora d'escacs letona que té el títol de Mestre Internacional Femení des de 1993.

## Resultats destacats en competició
Tatiana Voronova va començar a jugar als escacs a 14 anys, però va progressar ràpidament. El 1978 va guanyar la medalla de bronze al Campionat d'escacs femení de la Unió Soviètica a Nikolàiev. El 1980 va jugar per l'equip letó "Daugava" a la primera lliga de la Copa Soviètica per equips a Rostov-on-Don i hi va fer el millor resultat per taulers - 4,5 de 5 punts. Durant el període entre 1980 i 2006 Tatiana Voronova va participar sovint al campionat de Lituània femení, i el va guanyar quatre cops, (1980, 1985, 1986, 1987), fou segona cinc vegades (1982, 1998, 1999, 2000, 2003), i tercera sis cops més (1993, 1994, 1996, 1997, 2001, 2006).

### Participació en competicions per equips
Tatiana Voronova va jugar, representant Letònia, als Campionats Soviètics per equips:
- El 1979, al primer tauler femení al 14è Campionat Soviètic per equips a Moscou (+2 −2 =4);
- El 1981, al primer tauler femení al 15è Campionat Soviètic per equips a Moscou (+2 −4 =3);

Voronova també ha representat Letònia a les olimpíades d'escacs:
- El 1994, al primer tauler suplent a la 31a Olimpíada a Moscou (+5 −0 =4);
- El 1996, al primer tauler suplent a la 32a Olimpíada a Erevan (+4 −1 =5);
- El 1998, al segon tauler a la 33a Olimpíada a Elistà (+3 −2 =6);
- El 2000, al segon tauler a la 34a Olimpíada a Istanbul (+5 −3 =4).

Finalment, ha representat Letònia al Campionat d'Europa femení per equips:
- El 1997, al tauler suplent al 2n Campionat d'Europa femení a Pula (+4 −1 =2);
- El 2001, al segon tauler al 4t Campionat d'Europa femení a León (+1 −2 =2).